# OniAi
Onii-chan Dakedo Ai Sae Areba Kankei Nai yo ne! (яп. お兄ちゃんだけど愛さえあれば関係ないよねっ Онии-тян дакэдо Ай Саэ Арэба Канкэй Най ё нэ!, Мой «комплекс брата» морали не остановить!), так же известный как OniAi — японский роман, автором которого является Дайсукэ Судзуки, а иллюстратором Гэкка Уру. Роман начал публиковаться издательством Media Factory с 31 декабря 2010 года. В мае 2012 года были выпущены 6 томов романа. По мотивам романа, авторства Куро Рокусё, начала публиковаться сэйнэн-манга в журнале Monthly Comic Alive. Аниме-адаптация, выпущенная студией Silver Link транслировалась в Японии с 5 октября по 21 декабря 2012 года. Аниме было лицензировано компанией Funimation Entertainment для показа на территории США, премьера сериала началась 12 октября в 12:30 часов.

## Сюжет
Через 6 лет после смерти родителей, брат и сестра — двойняшки Акито и Акико Химэнокодзи наконец-то воссоединяются. Поначалу, дела идут хорошо, но постепенно Акико намеревается всерьёз строить романтические отношения с братом, а Акито видит в ней лишь младшую сестру. Брат и сестра теперь живут в школьном общежитии, где им покоя не дают трое соседок: большегрудая королева мужских сердец с катаной  Араси, Анастасия с полу-русскими благородными корнями и Харуоми, похожая на мальчика. Акито отныне придётся вести скрытую борьбу с девушками, а пока никто не видит — писать любовные романы.

## Персонажи
- Акито Химэнокодзи (яп. 姫小路 秋人 Химэноко:дзи Акито)

Главный герой истории. Недавно воссоединился со своей сестрой, так как 6 лет назад после смерти родителей был разлучён с ней. Для этого он отправляется учиться в школу святой Лилианы на второй курс. Акито хочет жить обычной жизнью и много работать, чтобы достичь своей жизненной цели. Когда Акито воссоединился с Акико, он обратил внимание, что она страдает комплексом брата. Ещё позже парень узнаёт, что был когда то усыновлён и таким образом не является биологическим братом Акико. Однако парень решил хранить это в тайне. Любит дразнить Акико, несмотря на внимание со стороны сестры, видит в ней не больше, чем младшую сестру. Акито в тайне от всех под псевдонимом Коитиро Синдо пишет эротические романы, где брат и сестра практикуют инцест, благодаря чему стал известным анонимным автором.
Сэйю: Рёта Осака
- Акико Химэнокодзи (яп. 姫小路 秋子 Химэноко:дзи Акико)

Ученица второго курса средней школы. Внешне очень вежливая и воспитанная, однако страдает комплексом брата и всеми способами пытается соблазнить Акито, при этом не скрывает свой комплекс и даже наоборот демонстративно себя ведёт но и одновременно отрицает наличие у Акито комплекса сестры. Она секретарь студенческого совета, но плохо ладит с остальными членами совета. Уверена, что она и Акито — близнецы. Акико — поклонница романа Коитиро Синдо и хочет чтобы его главный герой вёл себя также агрессивно, как и Акито, не подозревая, что автором романа является сам Акито, а роман основан на отношениях Акито с Акико.
Сэйю: Ибуки Кидо
- Анастасия Насухара (яп. 那須原 アナスタシア Насухара Анасутасиа)

Ученица второго курса средней школы и вице-президент студенческого совета. Её семья владеет всемирно-известной компанией «Насухара». Сама Анастасия имеет русско-американские корни. Сама по себе холодная и склонна задавать странные вопросы. В сопернических отношениях с Акико и гордится тем, что выигрывает практически по всем параметрам: росту, происхождением, светлым волосам, размеру груди и положению в студенческом совете, но главным недостатком Анастасии остаётся абсолютное неумение готовить, которое в нужных ситуациях она избегает. Очень любит всё милое, играть с мягкими игрушками и Алисой. Несмотря на сопернические отношения к Акико, Анастасия с хороших отношениях с Акито и призналась ему в первый школьный день. Однако из-за тяжёлой ситуации, сложившейся у парня, он не смог дать ответ. Требует, чтобы Акито называл её Аной, но дразнит его за то что он назвал её «Дыркой» (так как Ана (穴) означает Дырка на японском).
Сэйю: Минори Тихара
- Гинбэй Харуоми Саватари (яп. 猿渡 銀兵衛 春臣 Саватари Гинбэ: Харуоми)

Подруга детства Акито. Родом из купеческой семьи и по традиции была воспитана как мальчик. Её семья не разрешает ей идти на работу, поэтому получает денежную поддержку от семьи. Бухгалтер студенческого совета. На самом деле она пришла учиться в школу святой Лилианы, чтобы следить за Акито. Сам же Акито часто ссылается на неё, как друга, что не нравится Гинбэй. Склонна ворчать из-за невежества Акито, когда тема приближается к их отношениям.
Сэйю: Асами Симода
- Араси Никайдо (яп. 二階堂 嵐 Никайдо: Араси)

Ученица третьего курса средней школы и президент студенческого совета. Носит повязку на правом глазу и настоящую катану при себе. Безоговорочный лидер совета, способна брать на себя большую ответственность и деятельность совета. Имеет вокруг себя мужской гарем из более 30 любовников, за что получила прозвище «Хищник». Однако особое влечение питает к Акико. Позже выясняется, что она двоюродная сестра Акиты и знает, что его усыновили когда то таким образом обещая помочь в нужной ситуации. Араси также знает, что под псевдонимом Коитиро Синдо скрывается Акито.
Сэйю: Эри Китамура
- Алиса Таканомия (яп. 鷹ノ宮 ありさ Таканомиа Ариса)

Дочь приёмной семьи Акито и его невеста. Она гений, и в свои 12 лет закончила известный университет и написала несколько эссе для нескольких известных профессиональных журналов. Очень хорошо справляется с домашним хозяйством. В 4 томе романа входит в студенческий совет. Акико видит её, как потенциальную любовную соперницу. Несмотря на всё это, Акито в них обоих видит сестёр. Обычно не показывает признаков эмоции, однако это не мешает другим людям восхищаться её очарованием.
Сэйю: Сумирэ Морохоси
- Каоруко Дзинно (яп. 神野 薫子 Дзинно Каоруко)

Личный редактор Коитиро Синдо, беспокоится, что Акито страдает комплексом сестрёнки и старается помочь ему.
Сэйю: Мэгуми Такамото

## Аниме
Аниме-адаптация, выпущенная студией Silver Link транслировалась в Японии с 5 октября по 21 декабря 2012 года. Открытие к аниме «Self Producer» исполняет Минори Тихара, а концовку «Life-Ru is Love-Ru!!» (яп. Lifeる is LOVEる!!) исполняют: Ибуки Кидо, Минори Тихара, Асами Симода и Эри Китамура. Открытие к аниме привлекло некоторое внимание из-за очевидных намеков на секс и инцест с участием девушек по отношению к главному мужскому герою.

## Список серий аниме
| #. | Название                                 | Дата выхода      |
| -- | ---------------------------------------- | ---------------- |
| 01 | Любовь брата «Ониаи» (おにあい)          | 5 октября, 2012  |
| 02 | Неприличие «Мидаранэ» (みだらね)         | 12 октября, 2012 |
| 03 | Без лифчика «Бура Наси» (ぶらなし)       | 19 октября, 2012 |
| 04 | Голая «Хадакада» (はだかだ)              | 26 октября, 2012 |
| 05 | Сексуальное влечение «Сэйкан» (せいかん) | 2 ноября, 2012   |
| 06 | Цыплёнок в майонезе «Маётики» (まょちき) | 9 ноября, 2012   |
| 07 | Маленькая грудь «Типпай» (ちっぱい)      | 16 ноября, 2012  |
| 08 | Цветной «Карафуру» (からふる)            | 23 ноября, 2012  |
| 09 | Мяу Мяу «Ни:-Ни:» (にーにー)             | 30 ноября, 2012  |
| 10 | Серебряный шар «Гиндама» (ぎんだま)      | 7 декабря, 2012  |
| 11 | Мимолётность «Хаканай» (はかない)        | 14 декабря, 2012 |
| 12 | Влюбится «Айданэ» (あいだね)             | 21 декабря, 2012 |